# José Guillermo Rodríguez
José Guillermo Rodríguez Rodríguez (Mayagüez, 10 de octubre de 1956) es un político puertorriqueño que se desempeñó como alcalde de la ciudad de Mayagüez durante 27 años hasta el 1 de abril de 2022 cuando fue suspendido por el Panel del Fiscal Especial Independiente. Es miembro del Partido Popular Democrático.

## Primeros años y educación
José Guillermo Rodríguez Rodríguez nació el 10 de octubre de 1956 en la ciudad de Mayagüez, Puerto Rico. El mayor de cinco hermanos, "Guillito" es hijo de Guillermo Rodríguez y Natividad Rodríguez Estrada, esta última falleció el 6 de agosto de 2020. Recibió su educación primaria en la Escuela de Cruces y Escuela de Malezas y su educación secundaria en la Escuela Intermedia Manuel A. Barreto y posteriormente egresó de la Escuela Secundaria Eugenio María de Hostos.
A los dieciséis años fue elegido Vicepresidente de la Juventud del Partido Popular Democrático de Quebrada Grande, su barrio de residencia. Posteriormente fue el primer presidente electo de la Juventud Nacional Popular del distrito Mayagüez-Aguadilla. En 1980, se graduó de la Universidad Interamericana de Puerto Rico en San Germán, con un bachillerato en Administración Pública.

## Carrera política
Guillermo Rodríguez asumió como Alcalde de Mayagüez en 1993 y sirvió hasta 2022. Fue reelegido en 2020 con el 46% de los votos derrotando a Tania Lugo (PNP) con el 39% de los votos.
Ocupó diversos cargos en el Gobierno Municipal de Mayagüez: Trabajador Comunal, Subadministrador del Parque Luis Muñoz Rivera, Subdirector de Defensa Civil, Coordinador de Seguridad, Subadministrador del Hospital Municipal e Inspector de Rentas Públicas.
En la Cámara de Representantes de Puerto Rico, trabajó como Asistente de la Comisión de Jóvenes, y posteriormente como Director Ejecutivo de la oficina Legislativa del Representante Esteban Rosado Báez. En las primarias del Partido Popular Democrático celebradas en 1988 fue elegido para ocupar el escaño dejado por Rosado Báez en la Cámara de Representantes.
En 1992 se postuló para alcalde de Mayagüez, ganando por amplia mayoría, obteniendo 8.500 votos más que su propio partido. Prestó juramento como alcalde el 11 de enero de 1993. Trabajó para asegurarse de que la ciudad estuviera lista para los Juegos Centroamericanos y del Caribe de 2010, organizados por la ciudad. El 18 de julio de 2010 habló en la inauguración de los juegos donde afirmó "Puerto Rico no solo es el área metropolitana " .
Ha sido homenajeado por numerosas entidades cívicas, entre ellas, Ciudadano Distinguido por la Cámara Júnior de Comercio en 1989; por el Centro Unido de Detallistas de Puerto Rico, en 1991; por la Cámara de Comercio de Occidente en 1990; por la Cámara de Comercio Dominicana Puertorriqueña en 1993; y por el Comité Organizador de los Juegos Centroamericanos y del Caribe en 2010.

### Investigación Criminal
El 23 de marzo de 2021, siete personas fueron acusadas y arrestadas por cargos de fraude electrónico en relación con un plan para defraudar al municipio de Mayagüez. Antes de estos arrestos el gobierno municipal había creado la Mayagüez Economic Development Inc. (MEDI). MEDI es una corporación municipal creada para administrar los bienes del municipio con el fin de incrementar los ingresos.
En total, 58 propiedades transferidas a MEDI se utilizaron posteriormente como garantía para inversiones altamente especulativas. Estas inversiones pueden haber brindado la oportunidad al plan de defraudar al municipio. Entre las propiedades en la lista se encuentran lugares de importancia histórica como el Ayuntamiento de Mayagüez, el Teatro Yagüez y el Palacio de Recreación y Deportes. También fue uno de los inmuebles el Hospital San Antonio, único hospital pediátrico del municipio.
En una conferencia de prensa para abordar la polémica el alcalde negó cualquier participación en actividades ilegales y apuntó a otros actos de corrupción por parte de autoridades de la isla.
El 7 de abril, un día después de que el secretario de Justicia lo refiriera, el representante José "Quiquito" Meléndez Ortiz refirió al alcalde al Panel del Fiscal Especial Independiente (PFEI) por estas acusaciones. En septiembre de 2021, el Departamento de Justicia recomendó una investigación sobre las acciones del alcalde. En respuesta José "Quiquito" Meléndez y otro representante pidieron la suspensión del sueldo del alcalde. El alcalde designó a un alcalde interino el 22 de abril después de que crecieran los pedidos de una investigación sobre su administración. En julio de 2021, el FBI registró la casa y las oficinas del alcalde. En marzo de 2022, la fiscalía lo suspendió como alcalde. En junio fue acusado de mala gestión de fondos públicos y posteriormente detenido y puesto en libertad tras pagar la fianza.

## Vida personal
En diciembre de 1988 se casa con Marisel Mora González con quien tiene dos hijos: Francisco José y Guillermo Antonio Rodríguez Mora.
Rodríguez es un católico practicante.